# Liebe, Tod & Teufel
Liebe, Tod & Teufel ist das 1987 erschienene sechste Album der österreichischen Pop-Rock-Band Erste Allgemeine Verunsicherung.

## Entstehungsgeschichte
Nach dem großen Erfolg von Geld oder Leben! und dessen Singleauskopplungen ging der Veröffentlichung von Liebe, Tod & Teufel im Oktober 1987 die Single Küss’ die Hand, schöne Frau voraus; An der Copacabana und Burli folgten Anfang 1988. Ab Februar 1988 ging die Band mit dem Album auf Tournee.

## Titel
1. Drei verliebte Pinguine (1) – 0:35
2. Liebe, Tod und Teufel – 5:02
3. Küss’ die Hand, schöne Frau – 4:10
4. Der Tod – 5:41
5. An der Copacabana – 4:34
6. Yes, that's Jazz – 0:19
7. Tarzan und Jane – 4:10
8. Burli – 4:03
9. Auf der Nepperbahn – 2:22
10. Sandlerkönig Eberhard – 5:42
11. Ohr-Troubles (Prinz Charles) – 3:34
12. Drei verliebte Pinguine (2) – 0:35
13. Küss die Hand, schöne Frau (unzensierte Maxi Version) – 5:41

## Inhalt
Das Albumcover, das einen Pinguin und einen rosaroten weiblichen Seehund auf Eisschollen zeigt, illustriert den Song Küss die Hand, schöne Frau, der die Abenteuer eines ehebrecherischen Frauenhelden beschreibt. Pinguine erscheinen auch in zwei der drei Kurztracks (Drei verliebte Pinguine (1), Yes, that's Jazz und Drei verliebte Pinguine (2)). Burli enthält eine beißende Satire auf die Folgen von Unglücken in Kernkraftwerken. In Auf der Nepperbahn wird der von Hans Albers gesungene Klassiker Auf der Reeperbahn nachts um halb eins parodiert: Ein Besucher des Hamburger Rotlichtviertels erlebt im Vollrausch einen Alptraum, den er sich nachher schönredet. Weitere Themen sind die tragische Liebe unter Obdachlosen (Sandlerkönig Eberhard), die großen Ohren von Prinz Charles (Ohr-Troubles) und der Bodybuilding-Wahn (An der Copacabana).

## Besonderheiten
- Als Gruppenname steht auf der Plattenhülle oben in dicker roter Schrift und in ganzer Breite lediglich „Verunsicherung“. Ganz klein ist in Klammern und mit schwarzem Strich „(Erste Allgemeine)“ hinzugesetzt. Der Albumtitel, der unten platziert ist, erhielt den Zusatz „(Teil 1)“.
- Die gleichnamige Tour wurde von der Ersten Allgemeinen Versicherung präsentiert, die die Band zehn Jahre zuvor wegen Namensähnlichkeit hatte verklagen wollen.[2]
- Das Lied Burli wurde vom Radiosender Bayern 3 boykottiert und daraufhin fast nirgendwo in Deutschland im Radio gespielt. Eine bissige Umdichtung namens Kurti auf die SA-Vergangenheit Kurt Waldheims wurde auf der Tour gespielt; diese brachte der Band eine Anzeige ein.[1]

## Rezeption

### Kritiken
Der Musikexpress lobte die „herausragenden Textideen des Kreisler-Schülers Thomas Spitzer“ und meinte zur Musik, sie sei „bei diversen Vorbehalten […] bestimmt die beste Begleitung, die je einem Kabarettprogramm widerfahren ist“.
In der Hörzu war zu lesen: „Ohrwürmer zum Mitklatschen und Mitsingen – mit Nachdenklichem durch die Hintertür.“ Und genauer zu den Texten: „Die sind bitterböse, mit viel Tiefgang und manchmal auch mit sehr lustigen Wortspielereien.“
Auf Rate Your Music erhielt das Album eine Durchschnittswertung von 3,47 von 5 Punkten.

### Chartplatzierungen
| ChartsChartplatzierungen | Höchstplatzierung | Wochen |
| ------------------------ | ----------------- | ------ |
| Deutschland (GfK)        | 3 (53 Wo.)        | 53     |
| Österreich (Ö3)          | 1 (38 Wo.)        | 38     |
| Schweiz (IFPI)           | 1 (34 Wo.)        | 34     |

| ChartsJahrescharts (1988) | Platzierung |
| ------------------------- | ----------- |
| Deutschland (GfK)         | 5           |
| Österreich (Ö3)           | 3           |
| Schweiz (IFPI)            | 2           |

### Auszeichnungen für Musikverkäufe
| Land/Region        | Auszeichnungen für Musikverkäufe (Land/Region, Auszeichnung, Verkäufe) | Verkäufe |
| ------------------ | ---------------------------------------------------------------------- | -------- |
| Deutschland (BVMI) | Platin                                                                 | 500.000  |
| Österreich (IFPI)  | 6× Platin                                                              | 300.000  |
| Schweiz (IFPI)     | 2× Platin                                                              | 100.000  |
| Insgesamt          | 9× Platin ·                                                            | 900.000  |